# Amaxia inopinata
Amaxia inopinata är en fjärilsart som beskrevs av De Toulgoët. Amaxia inopinata ingår i släktet Amaxia och familjen björnspinnare. Inga underarter finns listade i Catalogue of Life.